# Flëur
Flëur (pronunciado [flœr]) fue una agrupación musical ucraniana, cuyas letras están escritas en ruso. Fue formada en Odessa en el año 2000 por Olga Pulátova y Elena Voynaróvskaya.

## Historia

### Los inicios

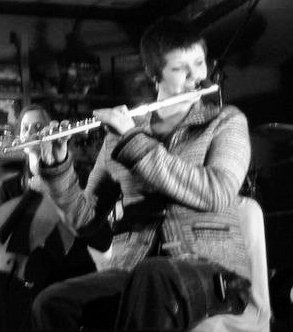
Julia Zemlianaya, la flautista de Flëur en 2000-2004.

La historia del grupo comienza en el año 1999 cuando Olga Pulátova conoció los textos poéticos que escribía Elena Voynaróvskaya. Olga era exmiembro de la banda “Аэроплан” (del ruso: 'Aeroplano') la cual se había desintegrado en diciembre del año 1999. A partir de un anuncio hecho por “Аэроплан”, en el cual buscaban a un bajista, éste llegó a manos de Elena a través de locutor de radio Dmitri Vekov, por lo cual ambas mujeres se conocieron. Empezaron a ensayar conjuntamente en febrero del año 2000.
El proyecto Flëur propiamente dicho fue creado el 8 de marzo del año 2000 cuando a Olga y Elena, se une la flautista Julia Zemlianaya quien propone el nombre del grupo. El significado etimológico de la palabra “Flëur” tiene diferentes acepciones, y aun actualmente hay confusiones en torno al nombre del grupo. La versión más cercana es que su significado no corresponde al francés, sino al ruso, donde se utiliza el cognado para describir «un aura de misterio».
El 17 de marzo del 2000 Flëur participa como trío en velada conmemorativa de radioprograma “Atmosfera” organizada por Dmitri Vekov en la Casa de Actores en la ciudad de Odessa en Ucrania. En concierto la banda se presentó 6 canciones de Olga. 
El 17 de junio del 2000 Flëur realiza su primer recital. A la agrupación se han ido añadiendo la chelista Katerina Sérbina y el percusionista Vladislav Mitsovsky, quien luego llegó a ser administrador del grupo. Ese día Flëur toco por primera vez canciones de Elena. Durante ese mismo concierto se grabaron versiones en vivo, que serían editadas en el CD no oficial, bajo el nombre de “Почти живой” (del ruso: 'Casi vivo').
El 10 de noviembre del 2000 Flëur produjo la tercera presentación. A la agrupación se sumó el baterista Alexey Tkachevsky que se convertiría en miembro de la banda hasta la fecha. En ese concierto se grabó su segundo álbum en vivo, bajo el nombre de “Сердце” (del ruso: 'Corazón'). En primera instancia los discos “Почти живой” y “Сердце” contaron con varias copias hechas por la misma banda, que fueron distribuidas en sus recitales.
El 20 de enero de 2001 Flëur realiza su primer recital en Kiev, la capital de Ucrania. Desde ese concierto el contrabajista Vitaly Dídyk se unió a la banda.

### La trilogía francés
En ese mismo tiempo, un productor discográfico de sello francés los escuchó. La banda consiguió un contrato con el sello “Prikosnovénie”, para grabar su primer disco de estudio. Antes de que Prikosnovenie los contratara, el grupo ucraniano ya distribuía su material, aunque de forma independiente. Paralelamente a partir de su creación surgió un círculo de seguidores aguerridos que impulsaron la distribución de la música a través de la red.
A partir de mayo de 2001 los músicos comenzaron a trabajar en el disco “Прикосновение” (del ruso: 'Toque'). A la banda se une tecladista Alexey Dovgaliov. En octubre de 2002 lanzan su primer disco en Francia (bajo el nombre de “Prikosnovenie”) y un mes después en Ucrania. Con su álbum “Prikosnovenie”, las ucranianas Flëur se convirtieron en el grupo revelación del homónimo sello francés.

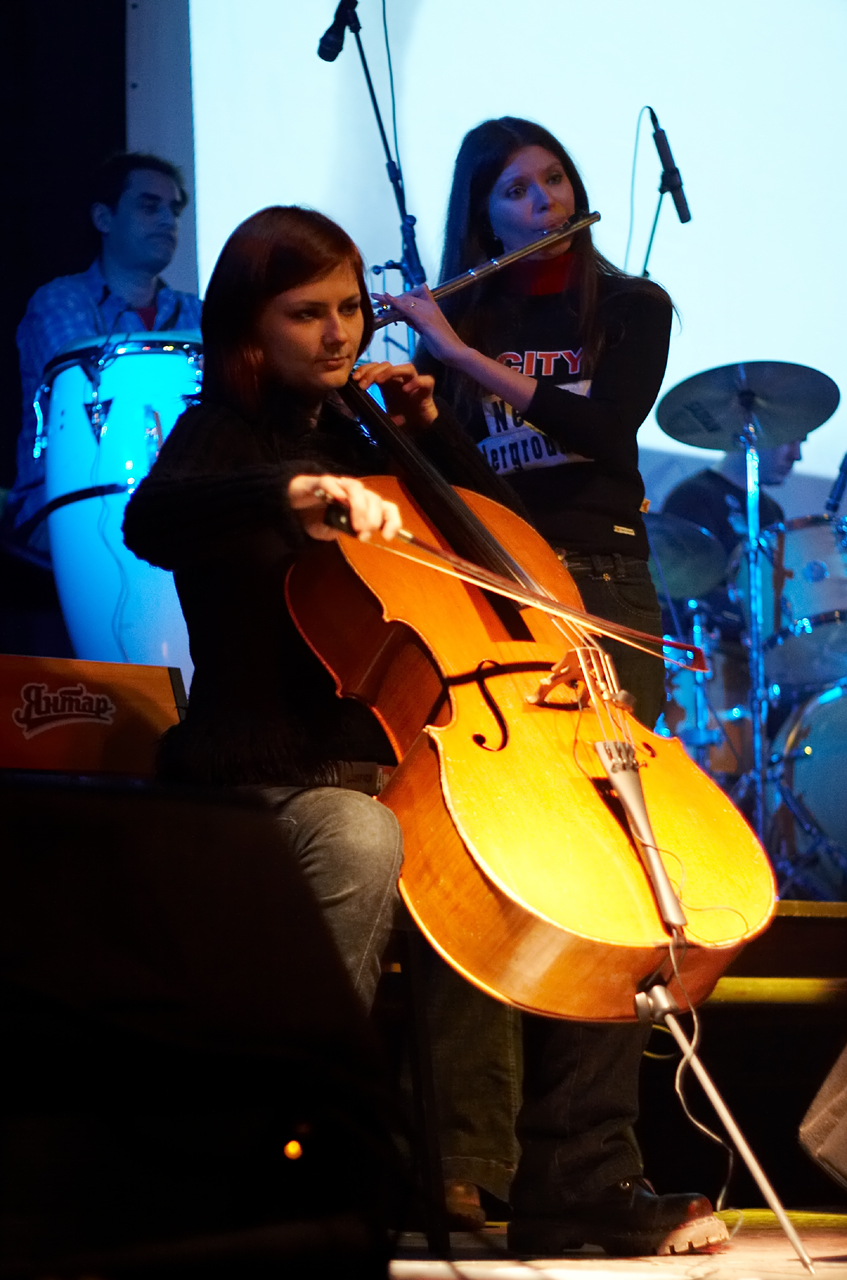
Alexandra Dídyk tocando con Flëur.

Bajo una infinidad de etiquetas como neoclásico, darkwave, etéreo, heavenly voices, gótico, ambient hasta neofolk, la música de Flëur ha sido catalogada como «cardiowave». Según el sello francés que ha editado discos de Flëur, su música estaría entre la de Cocteau Twins y Bel Canto.
A partir de 2002 los músicos comenzaron a trabajar en su segundo disco “Волшебство” (del ruso: 'Magia'). A ellos se suma violinista Anastasia Kuzminá, que se convertiría en miembro de la banda hasta la fecha. Katerina Sérbina abandona el proyecto. En su lugar ingresa Alexandra Dídyk, la esposa del contrabajista Vitaly Dídyk. En reemplazo de Alexey Dovgaliov llega a la banda Katerina Kotélnikova, quien se convertiría en autora de casi todos arreglos de Flëur.
El álbum "Волшебство" vio la luz en otoño de 2003 en Ucrania. Originalmente la distribución de los dos primeros discos en Ucrania la hizo sello llamado Lavina Music. En primavera de 2004 segundo álbum de Flëur salió a la venta en Francia bajo el nombre de “Magic”. Este el mismo año, se lanzaría el tributo a Flëur.
"Siyanie", el tercer trabajo de esta banda constituye el capítulo final de la trilogía formada por los álbumes "Prikosnovenie" de 2002 y "Magic" de 2004. El lanzamiento del disco “Сияние” (del ruso: 'Aureola') en Ucrania tuvo lugar en agosto de 2004, después vino una reedición francesa. Las canciones de este álbum demuestran un notable proceso de maduración en el lenguaje de las dos compositoras Olga Pulátova y Elena Voynaróvskaya.

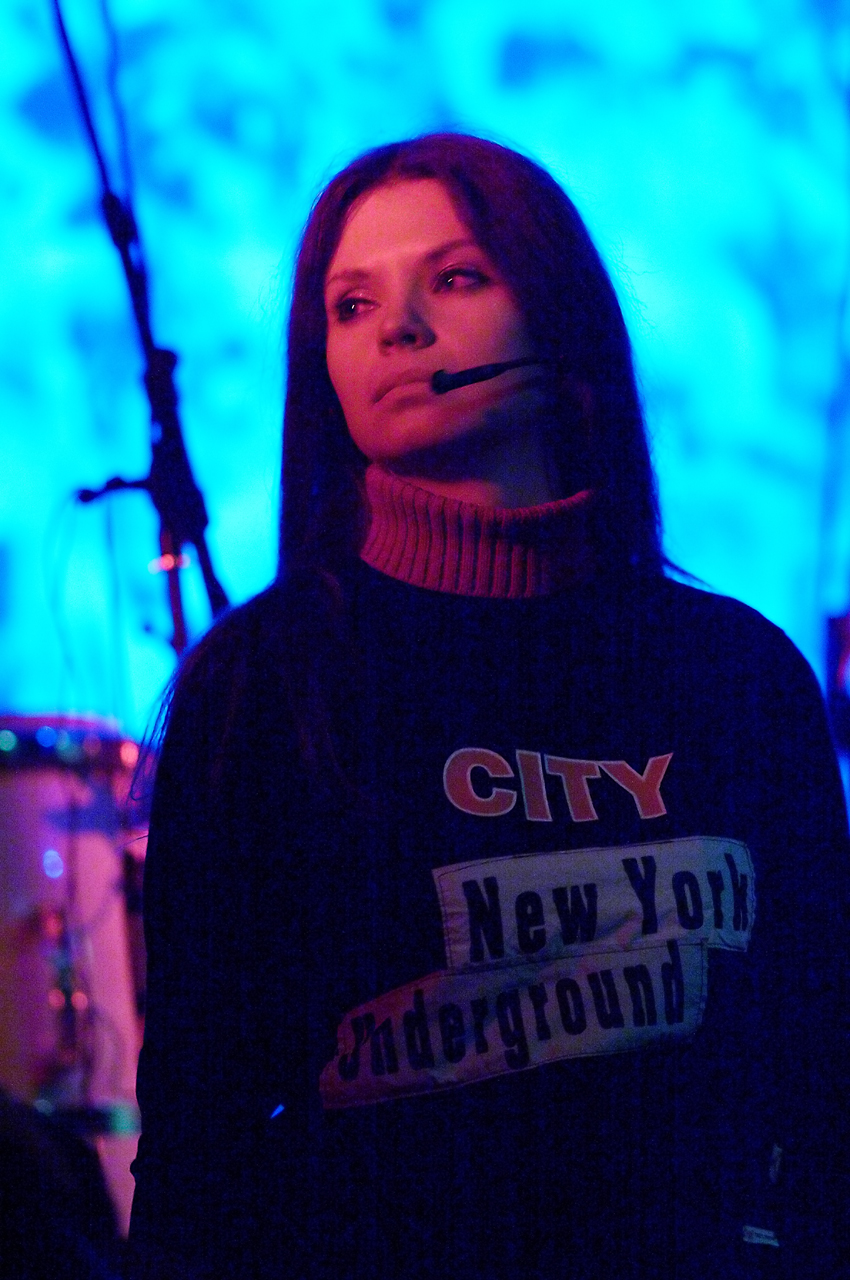
Alla Luzhétskaya tocando con Fleur en Odessa.

Esta trilogía (bautizada así por Prikosnovenie) llegaría a hacerse de una muy buena reputación y, aunque no fue un hit comercial, si logró dar a conocer a la gente que en Odessa se hace buena música. A través del sello francés Prikosnovénie mucha gente en Europa y América conoció el proyecto.
En 2004 flautista Julia Zemlianaya se aleja de la banda y es reemplazado por Alla Luzhétskaya. Desde aquella época Flëur no cambia su alineación por 5 años.
A mediados de 2005 Flëur realizó su primera gira rusa. La banda se presentó en show televisivo de la cadena О2, participa en el festival «Пустые холмы», realizó algunos recitales en Moscú y San Petersburgo.

### El éxito

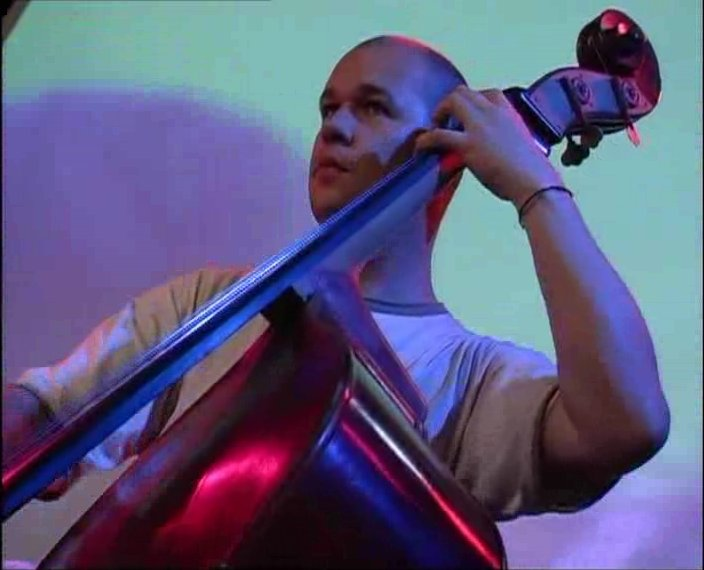
Vitaly Dídyk, el contrabajista y bajista de Flëur en 2001-2009.

La producción “Всё вышло из-под контроля” (del ruso: 'Todo escapó al control') del año 2006 resultaría un nuevo intento de abrirse paso comercialmente: 'Искупление' era el sencillo primero y en él inmediatamente percibimos un aura totalmente distinta a la planteada en los discos mencionados antes. La apariencia del grupo cambió radicalmente, se introdujo una guitarra eléctrica (en las manos de Vitaly Dídyk), el piano, el chelo, el violín y los demás instrumentos (exceptuando a la flauta) fueron minimizados. El nombre de disco es simbólico porque los músicos no controlaron trabajo sobre el álbum y no estuvieron satisfechos de resultado. Lo bueno fue que esta situación sólo se dio para ese disco.
Durante 2006-2007 el grupo realizó una gira de conciertos de presentación del nuevo disco por las ciudades de Rusia, Belarus y Ucrania. Los recitales se vuelven cada vez más masivos. Así, el disco, titulado “Всё вышло из-под контроля” les daría un reconocimiento desmesurado y pasó a una suerte de difusión masiva que llegó a los grandes canales de televisión, emisoras de radio y a un público. "Шелкопряд" (del ruso: 'Gusano de seda') fue el tema que le abrió a la banda las fronteras y siendo hasta la actualidad uno de más conocidos de Flëur junto a “Формалин” (del ruso: 'Formol') y “Тёплые коты” (del ruso: 'Gatos calientes'). Para fin de año Flëur ya era aceptado como la revelación del año y ganó numerosos premios.
En diciembre de 2007 apareció EP “Два облака” (del ruso: 'Dos nubes') con clásicos como el tema “Тёплые коты”, como un adelanto del próximo disco de la banda. Igualmente tuvo lugar reedición de Trilogía con disco de videos del grupo.
También fue sacado en el año 2007 el disco “Flëurografia”. Hablando propiamente de lo que es este compilado, es un trabajo total de los fanáticos. Los seguidores del grupo tienen un sitio especial dedicado al mismo, y allí surgió la idea de organizar una votación para seleccionar las piezas que para los demás seguidores son las mejores. No contarían con que un número importante de personas mandaran sus selecciones, y ante el tumulto optaron por mejor trasladar esos votos y hacer un compilado de las canciones favoritas de la gente. Estas votaciones dieron el contenido así a Flëurografia: los tracks 3, 6, 8 y 13 fueron tomados de "Прикосновение" mientras que 1, 4, 9 y 12 de "Волшебство"; 2, 11, 5 y 14 de "Сияние"; 7 y 10 de "Всё вышло из-под контроля" y finalmente los tracks 15 y 16 pertenecen al bootleg "Сердце", que no forma parte de la discografía oficial. Después del disco compilación había llegado a un techo la capacidad artística del grupo y ahora se encontraban en el dilema de experimentar con nuevos elementos.
Su quinto álbum, “Эйфория” (del ruso: 'Euforia'), fue editado en abril de 2008. Esa obra llegó a ser la primera que les gustó íntegramente a los músicos. Un álbum eminentemente Rock Pop, dejando con ello ese aspecto neoclásico y un tanto gótico "Euphoria" no se trata de un cambio total, sino que en él se concentraba una nueva etapa interpretativa del grupo, que ahora habíase desarrollado armónicamente y que la adición de nuevos músicos no obedecía a un capricho sino más bien a la necesidad de evolucionar en esta cuestión. Álbum fue presentado con serie de recitales realizados en Ucrania y Rusia.

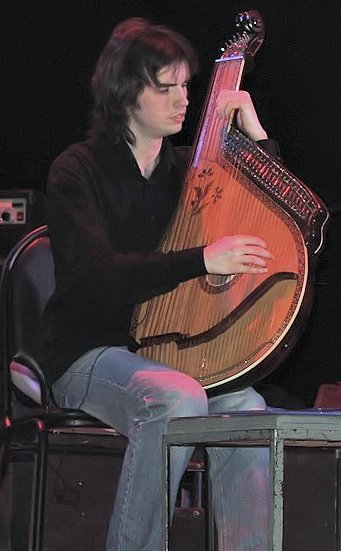
Georgi Matviív, el bandurista de Flëur en 2009-2010.

En noviembre de 2008 los álbumes “Почти живой” y “Сердце” (bootlegs grabados en 2000-2001 que durante años fueron producidos de forma pirata) fueron reeditados oficialmente por la compañía ЯОК Music. La presentación del álbum se hizo con dos shows en Kiev y Moscú con programa de temas inéditos y rarezas.
En 2009 el bajista Vitaly Dídyk, la violonchelista Alexandra Dídyk y la flautista Alla Luzhétskaya se despiden de Flëur. En reemplazo de Vitaly ingresó Eugeni Chebotarenko en el bajo. También a la agrupación se sumó el bandurista Georgi Matviív. El violonchelo y la flauta se convierten en instrumentes para músicos de sesión.

### La experimentación
A partir de noviembre de 2009 los músicos comenzaron a trabajar en el nuevo disco. Su sexto disco, grabado enteramente en Odessa, se convirtió en el primer disco de una banda ucraniana grabado íntegramente en su ciudad natal. “Тысяча светлых ангелов” (del ruso: 'Mil ángeles de luz'), un disco doble salió a la venta el 17 de abril de 2010. "Тысяча Светлых Ангелов" es un disco que enmarca perfectamente el concepto "cardiowave" que el grupo ha venido desarrollando en sus tres discos anteriores. Álbum está ya bastante lejos de la trilogía y tiene un sonido más rockero.

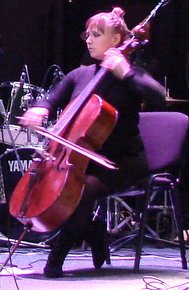
Ludmila Korétskaya tocando con Flëur.

A partir de 2010, Flëur comenzó a brindar a sus fanáticos edición digital de todo su material a través del sitio Kroogi.com. Su modelo de negocios es “pay-what-you-want”, o lo que es lo mismo, se deja a elección del consumidor el precio a pagar por la música (incluso puede descargarla gratis).
En 2010 Flëur cumplió 10 años. En otoño comenzaron una nueva gira internacional, dedicado a ese aniversario. En la gira participaron la violonchelista Ludmila Korétskaya, el percusionista Vladislav Mitsovsky, los guitarristas Andrey Básov y Pável Golubovsky además de integrantes actuales de la banda.
El 24 de enero de 2011, fallece en atentado del Aeropuerto Internacional de Moscú-Domodédovo la dramaturga Anna Yablónskaya, una amiga íntima de Elena Voynaróvskaya. Considerando el afecto de la banda por Anna, al día siguiente publica una canción llamada "Оборвалось" (del ruso: 'Se cortó') en su homenaje. La canción podía bajarse libremente desde el sitio web oficial.
En abril de 2011 emprendieron su gira nombrado Flёurescent recorriendo Rusia y Ucrania con programa de canciones inéditas y rarezas. En julio Flëur cerraron el festival «Зов Пармы» que se realizó en Rusia. En agosto la banda volvió a presentarse en Odessa, esta vez en la edición número 4 del Festival Interferencia. Durante el otoño el grupo realizó una gira de conciertos tocando nuevas canciones.
En noviembre de 2011 los músicos comenzaron a grabar los temas de su nuevo trabajo, que se tituló “Пробуждение” (del ruso: 'El despertar'). Se destaca con una producción absolutamente independiente. Grabación en estudio fue financiado por los fanes de la banda a través de Kroog. También “Пробуждение” es la primera producción que Flëur saca en formato vinilo (con una edición limitada de 200 copias) y que fue manufacturada en Holanda.
En marzo de 2012 los músicos inician una extensa gira de presentación por distintas ciudades de Rusia, Ucrania y Bielorrusia en que a la banda se une el violonchelista Alexey Poltávchenko.
Después de la gira Flëur se tomó un largo descanso que hizo crecer los rumores de separación de la banda.

## Discografía

### Álbumes de estudio
- 2002 – Прикосновение (del ruso: 'Toque')
- 2003 – Волшебство (del ruso: 'Magia')
- 2004 – Сияние (del ruso: 'Aureola')
- 2006 – Всё вышло из-под контроля (del ruso: 'Todo escapó al control')
- 2008 – Эйфория (del ruso: 'Euforia')
- 2010 – Тысяча светлых ангелов (del ruso: 'Mil ángeles de luz')
- 2012 – Пробуждение (del ruso: 'El despertar')
- 2014 – Штормовое предупреждение (del ruso: 'Advertencia de tormenta')

### Recopilaciones
- 2007 – Flëurografia
- 2007 – Трилогия (del ruso: 'Trilogía')
- 2008 – Почти живой / Сердце (del ruso: 'Casi vivo / Corazón')
- 2008 – Дискография (todos álbumes en MP3)

### EP
- 2007 — Два облака (del ruso: 'Dos nubes')

### Álbumes lanzados en Europa por el sello francés Prikosnovénie
- 2002 – Prikosnovenie
- 2003 – Magic
- 2004 – Siyanie

### Ediciones no oficiales
- 2000 — Почти живой (del ruso: 'Casi vivo')
- 2001 — Сердце (del ruso: 'Corazón')
- 2001 – Специальное предновогоднее издание (demo)
- 2001 – Золотые воды Ганга (demo)

### Videografía
- 2001 – VHS con concierto en Kiev 20.01.2001[15]
- 2004 – Videoclip “Ремонт”
- 2005 – videodisco de Trilogía[16]
- 2006 – Videoclip “Искупление”

## Integrantes

### Integrantes actuales

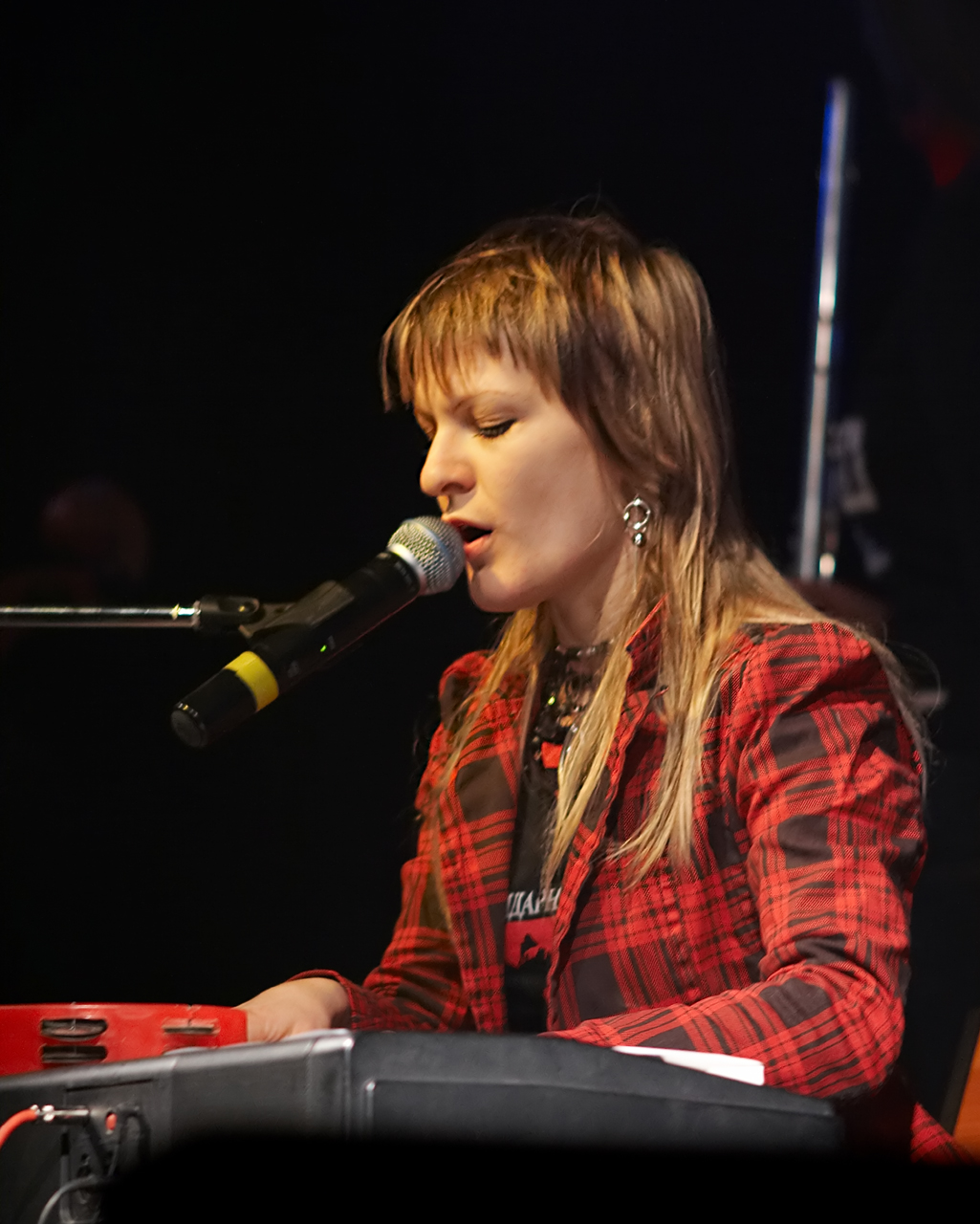
Olga Pulátova
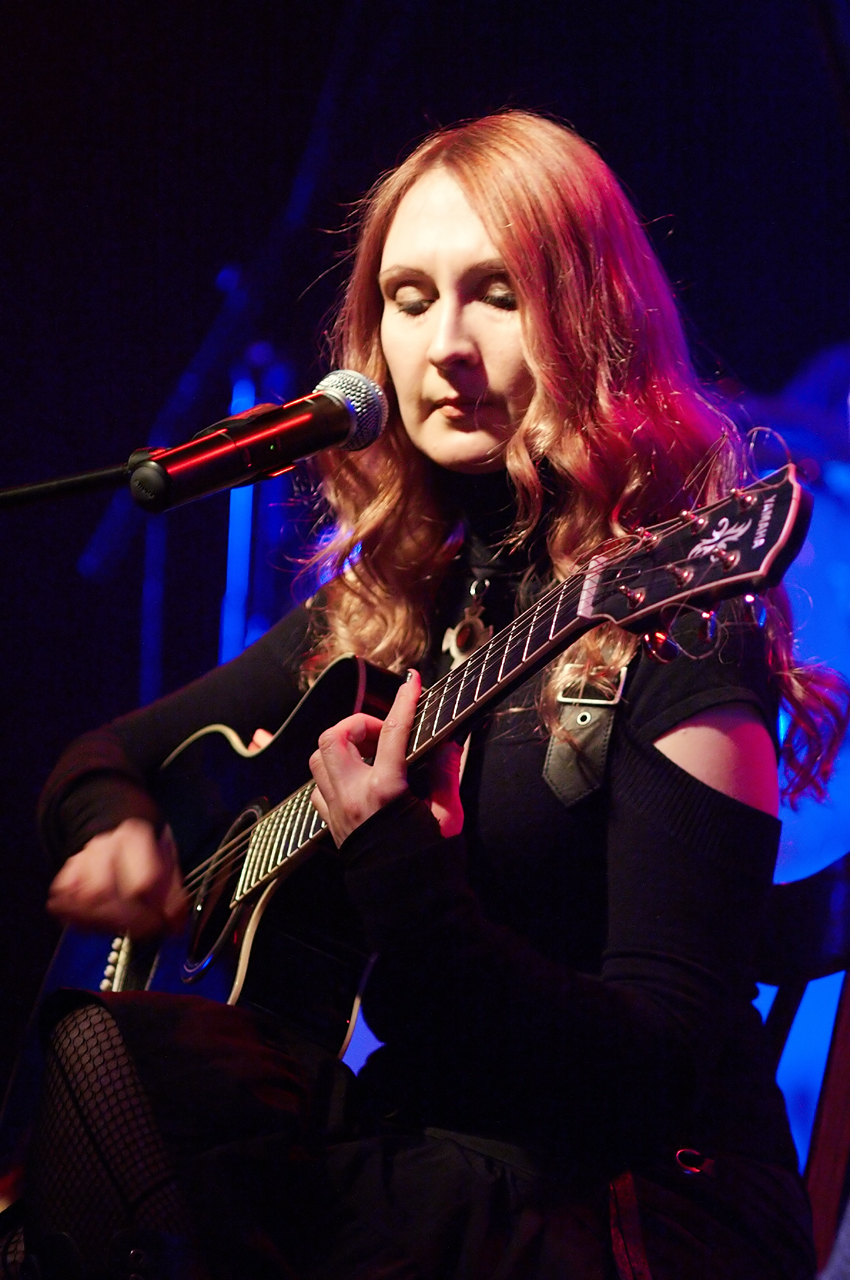
Elena Voynaróvskaya
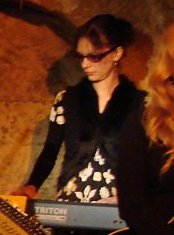
Katerina Kotélnikova
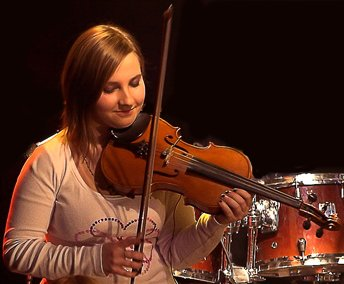
Anastasia Kuzminá
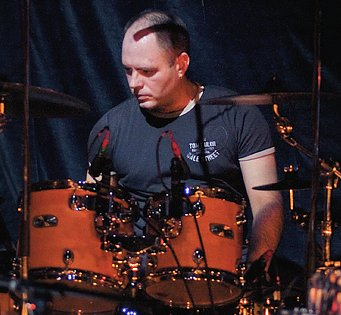
Alexey Tkachevsky
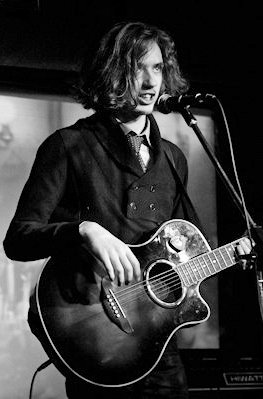
Eugeni Chebotarenko
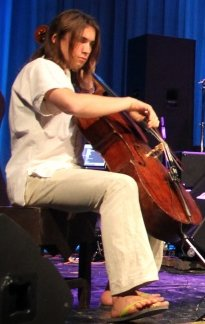
Alexey Poltávchenko

- Olga Pulátova – piano, voz, composición (desde 2000 hasta el presente)
- Elena Voynaróvskaya – guitarra, voz, composición (desde 2000 hasta el presente)
- Katerina Kotélnikova – teclados, coros (desde 2002 hasta el presente)
- Anastasia Kuzminá – violín (desde 2002 hasta el presente)
- Alexey Tkachevsky – batería (desde 2000 hasta el presente)
- Eugeni Chebotarenko – bajo (desde 2009 hasta el presente)
- Alexey Poltávchenko – violonchelo (desde 2012 hasta el presente)

### Exmiembros
- Julia Zemlianaya – flauta (2000-2004)
- Vladislav Mitsovsky – percusión (2000- 2010 a intervalos)
- Katerina Sérbina – violonchelo (2000-2002)
- Alexey Dovgaliov – sintetizador, guitarra acústica (2001-2002)
- Vitaly Dídyk – contrabajo, bajo (2001-2009)
- Alexandra Dídyk – violonchelo (2002-2009)
- Alla Luzhétskaya – flauta (2004-2009)
- Georgi Matviív – bandura (2009-2010)
- Andrey Básov – guitarra, coros (2010)
- Pável Golubovsky – guitarra, ruidos (2010)
- Ludmila Korétskaya – violonchelo (2010-2011)